# Георг фон Витцтум-Екщедт
Георг фон Витцтум-Екщедт (на немски: Georg von Vitzthum zu Eckstädt; * 1551; † 28 февруари 1605 в Лайпциг) от старата благородническа фамилия Витцтум в Екщедт в Тюрингия е таен съветник на Курфюрство Саксония, апелацион-съветник в Дрезден и хауптман в Залца, Тамсбрюк и Заксенбург.
Той е син на Георг фон Витцтум-Екщедт, II († 12 април 1570, Канавурф) и съпругата му Анна Пфлуг († 31 декември 1570, Канавурф), дъщеря на Андреас Пфлуг († 1542) и Елизабет фон Минквитц († 10 май 1564). Внук е на Буркхард Витцтум фон Екщедт, II († ок. 1517) и Урсула фон Волфрамсдорф († ок. 1517). Брат е на Кристоф Витцтум фон Екщедт (1552 – 1599), женен на 4 септември 1582 г. за Мария фон Хаген (1562 – 1638).
След смъртта на баща му през 1570 г. Георг притежава заедно с четирите си братя рицарското имение Канавурф (в Кинделбрюк) в Тюрингия. През 1579 г. той става главен управител и 1586 г. хауптман на Зангерхаузен. През 1597 г. той се мести като служител в Лангензалца и Тамсбрюк (в Лангензалца).
През 1685 г. фамилията „фон Бозе“ печели чрез наддаване собствеността Канавурф.
Линията Витцтум-Екщедт дава от 17 до 20 век множество държавници и генерали в Саксония.

## Фамилия
Георг фон Витцтум-Екщедт се жени ок. 1583 г. за Мария фон дер Асебург († 1613), вдовица на Гебхард фон Бортфелд, дъщеря на Йохан фон дер Асебург-Найндорф, Пезкендорф, Гунслебен, Валхаузен († 1567) и Клара фон Крам († 1579). Те имат децата:
- Йохан Георг Витцтум фон Екщедт (* ок. 1585; † 4 февруари 1641), катедрален господар в манастирските църкви в Халберщадт и Наумбург (Заале)
- Кристоф Витцтум фон Екщедт (* 22 май 1587 в Канавурф)
- Кристиан Витцтум фон Екщедт (1592 – 1652), императорски полковник
- Фридрих Вилхелм Витцтум фон Екщедт, полковник
- Дам Витцтум фон Екщедт (* 10 септември 1595; † 12 март 1638), генерал-майор
- Август фон Витцтум-Екщет († 27 юли 1640), граф, полковник, женен на 10 януари 1639 г. за Сузана Куен фон Белази (* 1610; † 15 ноември 1669), вдовица на граф Фридрих фон Валдбург (1592 – 1636)
- Мария София Витцтум фон Екщедт (* 1599; † 24 декември 1647), омъжена I. на 15 октомври 1624 г. за Ханс Гебхард фон дер Асебург († 11 август 1635), II. на 19 септември 1638 г. за Карл фон Бозе (* 10 август 1596, Бозенхоф; † 12 януари 1657, Швайнсбург)